# Розановка (Николаевская область)
Розановка (укр. Розанівка) — село в Новобугском районе Николаевской области Украины.
Основано в 1802 году. Население по переписи 2001 года составляло 381 человек. Почтовый индекс — 55614. Телефонный код — 5151. Занимает площадь 0,46 км².

## Местный совет
55614, Николаевская обл., Новобугский р-н, с. Розановка, ул. Центральная, 5